# 都市工学
都市工学（としこうがく、英語：municipal engineering、urban engineering）とは、人間が安全・快適に過ごすことの出来る都市を構築するための技術を扱う工学である。

## 都市工学の分野
- インフラストラクチャーの構築技術
- 都市設計手法の研究と実践
- 都市環境の分析評価
- 都市計画の策定方法
- 地理情報システム